# تفاوت ظفرنامه (خردنامه) بزرگمهر و پورسینا
با توجه به نسبت دادن ظفرنامه به ابن سینا، این نوشته سعی در شفاف سازی وبیان تفاوت بین ظفرنامه منسوب به بزرگمهر و ابن سینا را دارد.
دکتر پیش نویس: محمد رسولی در کتاب بزرگمهر حکیم به معرفی ظفرنامه بزرگمهر و بیان تفاوت یا شباهت آن با ظفرنامه (پورسینا) پرداخته است.
"ظفرنامه نامی است که در عصر اسلامی به مجموعه‌ای فارسی از سخنان منسوب به بزرگمهر حکیم داده‌اند. کیفیت تدوین اصل آن سخنان معلوم نیست و متن فارسی موجود به‌موجب روایتی نسبتاً متأخر از ترجمۀ متن پهلوی سخنان آن حکیم پدید آمده است و ناقل آن از زبان پهلوی برحسب همان روایت که معتبر و معتمد نمی‌نماید ابن‌سیناست." 
بزرگمهر در دورانی می‌زیست که استبداد مذهبی خاندان ساسانی پس از سرکوب جنبش "مزدکیان" در اوج خود بود و در اثر لیاقت شخص خسرو اول، امور کشور نظمی داشت. خسرو به علوم یونانی و سریانی ذی‌علاقه بود و فلاسفۀ مکتب آتن را پس از بسته شدن این مکتب به امر "یوستی نیانوس" با احترام پذیرفت و در دربارش مبلّغین نسطوری و یعقوبی و نئوفیزیت با موبدان زرتشتی بحث می‌کردند و در دورانش در گندیشاپور و ریشهر (ریواردشیر) و شیز، مدارس و کتابخانه‌ها دایر و گرم فعالیت بودند. برخی از آثار ارسطو (به‌ویژه منطق) و فرفریوس و جالینوس نیز از راه سریانی یا یونانی به پهلوی برگردانده شده بود. شاه شخصاً به انجام بحث‌های فلسفی و سر درآوردن از راز هستی ذی‌علاقه بود. شگفتی نیست که بزرگ‌فرمدار خسرو خود نیز اهل علم و فضل باشد، منتها بزرگمهر عالمی است که کاملاً ایرانی و دامنۀ حکمتش از حکمت عملی و پند و اندرزهایی در زمینۀ سیاست و آداب تجاوز نمی‌کند. به بزرگمهر دست‌کم دو اثر نسبت می‌دهند:
1- کتابی که در فارسی دری به نام ظفرنامه خوانده می‌شود. ابن‌سینا این کتاب را گویا از پهلوی برای امیر نوح بن منصور سامانی (366-387) ترجمه کرده است. موضوع کتاب پرسش‌هایی است که خسرو کواتان از وزیر اعظم خود بزرگمهر کرده و پاسخ‌هایی است که بزرگمهر به این پرسش‌ها داده است. این رساله در سلسله آثار فارسی ابن‌سینا به دستور انجمن آثار ملی طبع شده و پیش از این در ایران و خارج ایران چندین بار طبع شده بود.
2- کتابی به نام پندنامه بزرگمهر بختگان، خطاب به انوشیروان که دارای 1425 کلمه است. متن پهلوی آن در سال 1855 به وسیلۀ دستور پشوتن بهرام بی سنجانا در مجموعه‌ای به نام گنج شایگان به چاپ رسیده است و شادروان بهار ظاهراً آن را ترجمه کرده است. کریستن‌سن تألیف آن را به قرن 9 میلادی (دوم هجری) مربوط می‌داند؛ امری که بعید نیست، ولی در عین حال، دلیل آن نیست که منقول از روی نسخۀ کهن‌تر و اصیل‌تری نبوده باشد، زیرا نگارش پندنامه‌ها و ایجاد آثار ادبی تعلیمی (دیالکتیک) از شیوه‌های متداول تألیف در دوران ساسانی است. گرچه پندنامه‌هایی که در دست است غالباً به سده‌های پنجم و ششم هجری متعلق است، ولی تألیف آنها به ازمنۀ کهن‌تر مربوط است، مانند: "اندرزنامۀ آذرپاد مار سپندان"، "اندرزنامۀ اوشنردانا"، "اندرز آذرپاد زرتشتیان"، "اندرز دانا کان به مزدیسنان"، "اندرزنامۀ خسرو کواتان"، "پندنامۀ زرتشت"، "اندرز دستور بران به بهدینان"، "اندرز پوروتکیشان" و غیره و غیره. "اندرزبد" و "اندرزگر" در آن هنگام نوعی مقام روحانی بود و مزدکِ معروف سِمَت اندرزگری داشت که شاید بتوان آن را مانند واعظ دوران پس از اسلام شمرد. این شیوۀ تألیف نصیحت‌نامه به‌ویژه نصیحت‌الملوک را برخی رجال سیاسی در دوران پس از اسلام نیز دنبال کردند (مانند قابوس‌نامه و سیاست‌نامه)، لذا به‌هیچ‌وجه غیرعادی نیست که بزرگ‌فرمدار خسرو کواتان چنان‌که مرسوم بود به دستور شاه اندرزنامه‌ای نگاشته باشد. در شاهنامۀ فردوسی نیز پندنامۀ مفصّل بزرگمهر به انوشیروان ذکر شده است که قاعدتاً باید ترجمه‌ای از پندنامه یا یکی از روایات آن باشد. 
3- علاوه بر این، سخنان فراوان پراکنده‌ای به بزرگمهر در روایات و تمثیلات و قصص پس از اسلام نسبت داده می‌شود، مثلاً در قابوس‌نامه:
" چهار چیز بلای بزرگست: همسایۀ بد، عیال بسیار، زن ناسازگار و تنگ‌دستی."
یا ضمن حکایتی این سخن ژرف:
"همه چیز را همگان دانند و همگان هنوز از مادر نزاده‌اند."
هرکس گویندۀ این سخن باشد تئوری معاصر نزدیکی دائمی به حقیقت مطلق به وسیلۀ نسل‌های مختلف بشری را در عبارتی بسیار عالی بیان کرده و اگر از بزرگمهر است، نشانۀ ژرف‌بینی شگرف اوست. 
غلامحسین صدیقی این احتمال را که 'پیروزی‌نامک' نام اصلی ظفرنامه بوده است را رد کرده می‌گوید: "گویا کلمۀ ظفر تحریف خرد باشد و قرینه بر صحت این امر وجود قسمت‌هایی از متن ظفرنامه در مجموعۀ خردنامه است. همچنین با توجه به این‌که در نسخۀ خردنامه و نسخۀ عکسی متقدم خردنامه و نسخه‌های خطی تاریخ گزیده و نسخۀ آثارالوزرا سیف‌الدین حاج عقیلی که اصلاً همان روایت تاریخ گزیده را ضبط کرده و نسخۀ منقول در مجلۀ ارمغان از جنگ کهنه، نام ظفرنامه دیده نمی‌شود، ولی در نسخۀ شفر، نسخۀ کتابنامه ملی پارس، نسخۀ جنگ خانوادگی آقای دبیر سیاقی و به تقریب جمیع نسخه‌های متأخر و جدید ظفرنامه ثبت شده است"  باید نام ظفرنامه عنوانی باشد که متأخرین بر آن گذارده‌اند.
"اولین مأخذ که در آن ترجمۀ ظفرنامه از پهلوی به فارسی دری به شیخ‌الرئیس ابوعلی سینا نسبت داده شده کتاب کشف الظنون عن السامی الکتب الفنون مصطفی بن عبدالله معروف به حاجی خلیفه (1017-1067 ه.ق) است. مؤلف مذکور در این باب گوید: ظفرنامه اسم اسئله انوشروان (ملک العجم المشهور) و اجوبه برزجمهر علی لغه الفهلوی دونها انوشروان فامر نوح بن منصور السامانی وزیره ابن‌سینا بنقله الی الفارسیه فَنَقَلَه." 
این همان ظفرنامه‌ای است که استاد آرتور کریستنسن در داستان برزجمهر از آن سخن می‌گوید و با ظفرنامه‌ای که شفر انتشار داده است مقایسه می‌کند. وی ظفرنامه شفر را از ابن‌سینا نمی‌داند و آن را عبارت از افکار تازه‌ای می‌داند که با خاطرات مبهمی از نسخۀ اصلی باقی مانده و تلفیق شده‌اند.
دکتر صدیقی دلایلی چند در باب رد انتساب ترجمۀ ظفرنامه (خردنامه) به ابن‌سینا دارد که عبارت است از:
1. ابوالقاسم نوح بن منصور سامانی ملقب به امیرمنصور یا امیر رضی در یازدهم شوال 365 ه.ق و به قول ابن الاثیر در سال 366 ه.ق، در سن سیزده‌سالگی به پادشاهی رسید و در جمعه سیزدهم رجب سال 387 ه.ق درگذشت و ابن‌سینا که هنگام مرگ او جوانی هفده یا به تقریب هجده سال بود وزیر او نبود و در دولت سامانیان که در 389 ه.ق به سر آمد منصب وزارت نیافت و مطابق مفاد رسالۀ "سرگذشت" یک سال بیشتر در دربار امیر نوح بن منصور نبوده است. 
2. شیخ‌الرئیس زبان پهلوی نمی‌دانست و در رسالۀ "سرگذشت" که حاوی قسمتی از گفته‌های خود اوست و در تألیف او هیچ قرینه و شاهدی به آشنایی او به این زبان موجود نیست. ابن‌سینا به کار ترجمه نمی‌پرداخته است و از او کتابی که مستقیماً و مستقلاً از زبان دیگر به عربی و یا فارسی درآمده باشد سراغ نداریم و در هیچ جا نیز اشارتی نیست که او تألیفی از دیگران را به فارسی گردانیده باشد.
3. اسم ظفرنامه جزو کتاب‌های او که خود نام برده یا شاگردش ابوعبید جوزجانی فهرست کرده یا متقدمان به ثبت آورده‌اند دیده نمی‌شود.
4. سبک تعبیر و اسلوب انشاء ظفرنامه با آنچه در این باب در تألیفات فارسی شیخ‌الرئیس دیده می‌شود اختلاف دارد.
5. ابن‌سینا گاه به ملاحظات مختلف در نوشته‌های خود سخنان نصیحت‌آمیز و کلمات حکمت‌آموز آورده، یا دیگران از گفته‌ها و مذهب فلسفی او استخراجاتی از این نوع کرده‌اند، ولی او تا آنجا که اطلاع داریم به جمع اندرز و تدوین پندنامه نپرداخته و به این نوع تألیف چندان عنایت نداشته است.
"ظفرنامه را نمی‌توان ترجمه یا اثری از شیخ‌الرئیس دانست و روایت منقول در حاج خلیفه و رأی کسانی که آن را مقبول شمرده‌اند صحیح نمی‌نماید و ممکن است که سخنان اندرزگونۀ ظفرنامه را که منسوب به بزرگمهر حکیم بوده اگر واقعاً به زبان پهلوی وجود یافته بود شخصی به نام بوعلی ترجمه و بعد دیگران تصور کرده باشند که مترجم ابن‌سینا بوده است و نیز ممکن است که روایت اصلی ظفرنامه به روزگار ابوصالح منصور بن نوح (355-366 ه.ق) و به فرمان او و به همت دستورش ابوعلی محمد بن عبدالله تمیمی بلعمی معروف به امیرک به فارسی ترجمه شده باشد و بعد دیگران از عنوان دستور و کنیۀ ابوعلی تصور کرده باشند که مقصود ابوعلی سیناست و او را وزیر امیر سامانی و مترجم کتاب منظور نوشته باشند."
کریستن‌سن مجموعۀ ذکرشده در کشف‌الظنون را اولین ظفرنامۀ فارسی خوانده و مجموعۀ کلمات بزرجمهر که در تاریخ گزیدۀ حمدالله مستوفی موجود است را جز نقل ظفرنامه غیراصلی با تغییرات و تصرفات چیزی ندانسته است. وی همچنین می‌گوید: "در اواخر قرن دهم میلادی (قرن چهارم هجری)، پندنامک با اصلاحات و الحاقات لازمه برای موافق کردن آن با ذوق و فکر عامۀ مسلمین به فارسی ترجمه شد و این همان ترجمه است که فردوسی آن را در شاهنامه (به شعر) درآورده است." و سپس می‌افزاید: "ظفرنامه فارسی که امروز وجود دارد نیز همان ترجمه است که با تغییرات بیشتری آمیخته شده است." 
"پندنامۀ پهلوی و ظفرنامه دو تألیف جدا و مستقل‌اند که تنها مفاد یک قول (مربوط به کوشش و قضا) بر هم منطبق و دو پرسش و پاسخ به هم نزدیک می‌باشند." در حالی که پندنامه با آنچه که فردوسی در شاهنامه نقل کرده است بستگی تام دارد.
"زبان انشا یا ترجمۀ مجموعه اندرزهایی که فعلاً به نام ظفرنامه معروف است به‌درستی معلوم نیست. ولی محققاً بسیار قدیمی است، زیرا سبک آن در جمله‌های کوتاه و تجزیۀ مطالب و تقسیم آن به جمله‌های کوچک پیاپی بدون استفاده از ضمیر یا کلمۀ مشابه و مترادف و تکرار واوهای عاطفه و ایجاز و اختصار و سادگی در مطالب و پرهیز از آرایش کلام و قلت نسبی لغات عربی و ترکیب عبارت و شکل جمله‌بندی از حیث ساخت و طرز و طریقۀ تعبیر با زبان پهلوی و زبان دری عصر ساسانیان و اوایل غزنویان نزدیکی دارد و شیوۀ آن مانند بسیاری از پندهای دیگر فارسی بیشتر تحت تأثیر شیوۀ اندرزنامه‌های پهلوی است." 
با در نظر گرفتن اختلاف نسخه‌های ظفرنامه و این‌که حتی راوی سخنان نیز متفاوت ضبط شده است، ثابت می‌شود که در انشای آن به‌تدریج تصرفاتی کرده و آن را به‌صورت تازه‌تر درآورده و حتی گاه‌گاه جمله‌هایی به اصل افزوده‌اند.
"ذکر نام خسرو انوشیروان و بزرگمهر در این کتاب شاید قرینه‌ای بر قدمت آن باشد. شیوۀ گفتار و سخن‌پردازی این مجموعۀ اندرز با بیشتر قطعه‌هایی که در کتاب مسمی به خردنامه و ترجمۀ کتاب‌های پهلوی آمده مشابهت بسیار دارد، اما هیچ دلیل محکم و قاطعی در این رساله به نظر نرسیده که با اتکای آن بتوان روایت فعلی آن را ترجمۀ مستقیم متنی پهلوی دانست. بلکه تحقیق و مطالعۀ کلمات و اصطلاحات این احتمال را قوت می‌بخشد که اندرزنامۀ ظفرنامه ترجمۀ متنی عربی است که به ظن قوی، خود، ترجمۀ متنی پهلوی بوده و وجود کلمات عربی، خاصه بعضی از آنها را در اندرزنامه‌های منظور، باید بیشتر از تأثیر زبانی که از آن نقل شده دانست تا اثر و خصوصیت زبان عصری که اندرزها در آن نوشته شده است." 
با توجه به مشابهت‌هایی که بین گفتگوها در ظفرنامه و آثار سخنانی که از بزرگمهر در جاویدان خرد مسکویه و نقل سخنان مجالس انوشیروان و بزرگان در نهایه الارب و شاهنامۀ فردوسی به ثبت رسیده به چشم می‌خورد، چنین به نظر می‌رسد که ظفرنامه (خردنامه) برگرفته‌ای از سخنان بزرگمهر باشد. سخنانی که مؤلف آن خواسته است حکمت بزرگمهر را به نحوی ساده‌تر و سهل‌التناول‌تر ارائه نماید. به همین دلیل، انسجام در عبارات و حتی در مواردی تطابق در پرسش و پاسخ وجود ندارد.
اگر هم اصل پهلوی برای آن در نظر بگیریم که بسیار بعید است، دستبرد ناسخان را به هیچ وجه نمی‌توان از نظر دور داشت، زیرا حتی اگر نسخۀ موجود در تاریخ گزیده ضبط شود، باز هم اختلاف متن مشهود است. و تعدادی از گفتگوها در بخش پایانی دقیقاً تحت تأثیر فرهنگ اسلامی و آیات و احادیث ساخته شده است.

## درون‌مایه کتاب
اینک متن ظفرنامه را از تاریخ گزیدۀ حمدالله مستوفی به اهتمام دکتر عبدالحسین نوایی می‌آوریم. باید توجه داشت که این متن با ظفرنامه در تاریخ گزیده‌ای که کاظم رجوی در "ترانۀ نوروزی یا نامۀ پیروزی" آورده است متفاوت است. وی قبل از ذکر متن ظفرنامه می‌نویسد: "این قسمت از یک نسخۀ قدیمی تاریخ گزیده که در 857 ه.ق نوشته شده، عیناً استنساخ می‌شود. این نسخۀ گرانبها از کتب مرحوم فرهاد میرزا معتمدالدوله بوده که در سال 1910 میلادی به سعی و اهتمام مستشرق معروف، مستر براون انگلیسی، عکس‌برداری شده است."  در این نسخه، قسمت اول ظفرنامه‌ای که خواهد آمد تا "بزرگمهر گفت از استاد پرسیدم از خدای تعالی چه خواهم..." موجود نیست و چنین به نظر می‌رسد که این قسمت بعدها بدان افزوده شده باشد. در تاریخ گزیده، بدون آن‌که نامی از ظفرنامه برده شود دربارۀ بزرگمهر آمده است:
"بوزرجمهر وزیر انوشیروان عادل بود و مروی‌نژاد. از سخنان اوست: پنج چیز به قضا و قدرست و سعی بنده در آن مفید نیست: زن موافق خواستن و فرزند آوردن و مال یافتن و جاه بلند کردن و زندگانی دراز یافتن و پنج چیز به جد و جهد بنده حاصل گردد. علم و ادب و شجاعت و یافتن بهشت و رستن از دوزخ، و پنج چیز طبیعی است: وفا و مدارا و تواضع و سخاوت و راست‌گویی و پنج چیز عادتی است: رفتن و خفتن و جماع کردن و بول و غایط کردن و پنج چیز موروثی است: روی خوب و خوی خوش و همت بلند و متکبری و سفلگی.
بورزجمهر گفت: از استاد پرسیدم از خدای تعالی چه خواهم تا همه چیز خواسته باشم؟
گفت: سه چیز: تندرستی و توانگری و ایمنی.
گفتم: کارهای خود به که سپارم؟ گفت: بدان که خود را شایسته داند.
گفتم: ایمن بر که باشم؟ گفت: بر دوستی که حسود نبود.
گفتم: چه چیز است که به همه وقتی سزاوار است؟ گفت: به کار خود مشغول بودن.
گفتم: در جوانی و پیری چه کار بهتر؟ گفت: در جوانی دانش آموختن و در پیری به کار بستن.
گفتم: کدام راست است که در نزد مردم خوار نماید؟ گفت: عرض هنر خود کردن.
گفتم: از دوست ناشایست چگونه باید برید؟ گفت: به سه چیز، دیدنش نارفتن، حالش را ناپرسیدن، و از او آرزو ناخواستن.
گفتم: کارها به کوشش است یا قضا؟ گفت: کوشش قضا را سبب است.
گفتم: از جوانان چه بهتر و از پیران چه نیکوتر؟ گفت: از جوانان، شرم و دلیری و از پیران، دانش و آهستگی.
گفتم: مهتری را که شاید و مهتر که باشد؟ گفت: مهتری را آن کس شاید که نیک از بد بداند و مهتر آن‌که به کاردان سپارد.
گفتم: حذر از که باید کرد تا رسته باشم؟ گفت: از ناکس چاپلوس که توانگر شده باشد.
گفتم: درین جهان چه چیز نیکوتر؟ گفت: تواضع بی‌مذلت و رنج بردن در کارها نه از بهر دنیا و سخاوت نه از بهر مکافات.
گفتم: درین جهان چه بدتر؟ گفت: تندی از پادشاهان و بخیلی از توانگران.
گفتم: سخی‌ترین کس کیست؟ گفت: آن‌که چون ببخشد شاد شود.
گفتم: بر مردم هیچ چیز عزیزتر از جان هست؟ گفت: سه چیز است که جان بدان پرورند: دین داشتن و کین خواستن و رستن از سختی.
گفتم: کدام چیز است که همه آن را جویند و کسی به جملگی درنیابد؟ گفت: چهار چیز: تندرستی و راستی و شادی و دوستی مخلص.
گفتم: نیکی کردن به یا از بدی دور بودن؟ گفت: از بدی دور بودن سر همۀ نیکوئی‌هاست.
گفتم: هیچ (هنر) بود که وقتی به عیب بازگردد؟ گفت: سخاوت با منت.
گفتم: چون است که مردم از حقیر علم نیاموزند؟ گفت: زیرا که عالم حقیر و حقیر عالم نباشد.
گفتم: چه چیز است که دانش را بیاراید؟ گفت: راستی.
گفتم: چه چیز است که بر دلیری نشان بود؟ گفت: عفو کردن در قدرت.
گفتم: آن کیست که در او هیچ عیب نیست؟ گفت: خدای تبارک و تعالی.
گفتم: از کارها عقلا را چه بهتر؟ گفت: آن‌که بد را از بدی بازدارد.
گفتم: از عیب‌های مردم، کدام زیان‌کارتر؟ گفت: آن‌که برو پوشیده باشد.
گفتم: از زندگانی کدام ساعت ضایع‌تر؟ گفت: آن زمان که به جای کسی نیکی تواند کرد و نکند.
گفتم: از فرمان‌ها کدام خوار نباید داشت؟ گفت: چهار فرمان: فرمان خدای تعالی و فرمان عقلا و فرمان پادشاه و فرمان پدر و مادر.
گفتم: کدام تخم است که به یک جا بکارند و دو جا بر دهد؟ گفت: نیکی کردن در حق مردم. در این جهان پاداش بینند و در آن جهان از خدای تعالی ثواب یابند.
گفتم: بهتر از زندگانی چیست؟ گفت: فراغت و امن.
گفتم: بدتر از مرگ چیست؟ گفت: درویشی و بیم.
گفتم: عاقبت را چه بهتر؟ گفت: خشنودی خدای تعالی.
گفتم: چه چیز است که مروت را تباه کند؟ گفت: چهار چیز: بزرگان را بخیلی، دانشمندان را عجب، زنان را بی‌شرمی و مردان را دروغ.
گفتم: چه چیز است که کار کردن پارسا را تباه کند؟ گفت: ستودن ستمکاران.
گفتم: این جهان را به چه در توان یافت؟ گفت: به فرهنگ و سپاسداری.
گفتم: چه کنم تا طبیب حاجت نباشد؟ گفت: کم خور و کم گوی و خواب به اندازه کن و خود را بهر کس میالای.
گفتم: از مردم که عاقل‌تر؟ گفت: کم‌گوی بسیاردان.
گفتم: دل از چه خیزد؟ گفت: از نیاز. گفتم: نیاز از چه خیزد؟ گفت: از کاهلی و فساد.
گفتم: رنج که کمتر؟ گفت آن‌که تنهاتر. گفتم: که پرمشقت‌تر؟ گفت: آن‌که پرعیال‌تر.
گفتم نامرادی از چه خیزد؟ گفت از استعجال در مبرات.
گفتم: پادشاهان را بلندی از چه خیزد؟ گفت: از عدل و راستی.
گفتم: شرم از چه خیزد؟ گفت: دین‌داران را از بیم دین و بی‌دینان را از نادانی.
گفتم: چه چیز است که حمیت را ببرد؟ گفت: طمع.
گفتم: در جهان چه چیز نیکوتر؟ گفت: تواضع بی مذلت و رنج بردن در کارها نه از بهر دنیا و سخاوت نه از بهر مکافات.
گفتم: اصل تواضع چیست؟ گفت: تازه‌رویی با فروتر از خود و دست بازداشتن از زنا.
گفتم: تدبیر از که پرسم تا مصیبت‌زده نشوم؟ گفت: از آن‌که سه خصلت دارد: دین پاک و صحبت نیکان و دانش تمام.
گفتم: پادشاهان را به چه چیز حاجت بیشتر افتد؟ گفت: به مرد دانا.
گفتم: در این جهان که بیگانه‌تر؟ گفت: نادان‌تر.
گفتم: در این جهان که نیک‌بخت‌تر؟ گفت: آن‌ که کردار به سخاوت بیاراید و گفتار به راستی.
گفتم: هیچ عز هست که در آن ذل باشد؟ گفت: عز در پادشاه و عز با حرص و عز با عشق.
گفتم: از خوی خوش کدام گزینم تا در غربت غریب نباشم؟ گفت: از تهمت‌زده دور شو و کم‌آزار باش و ادب به جای آور.
گفتم: حق مهتر بر کهتر چیست؟ گفت: آن‌که رازش نگه دارد و نصیحت ازو بازنگیرد و بر وی مهتری دیگر نگزیند.
گفتم: عبادت چند بهره است؟ گفت: سه بهره: یکی بهرۀ تن، عمل کردن، دوم بهرۀ زبان، ذکر گفتن، سیم بهرۀ دل، فکر کردن.
گفتم: نشان دوست نیک چیست؟ گفت: آن‌ که خطای تو بپوشد و تو را پند دهد و راز تو آشکارا نکند و برگذشته نگوید چنین می‌بایست.
گفتم: چه کنم تا زندگانی به سلامت گذرد؟ گفت: پرهیز کن از استخفاف بر پادشاه وقت و علمای دین و دوست صادق.
گفتم: نیکویی با که باید کرد؟ گفت: با عاقل و خداوند حسب.
گفتم: با چند گروه نیکویی نباید کرد؟ گفت: با ابله و بدگوی و بدفعل.
گفتم: نیکویی به چند چیز تمام شود؟ گفت: به تواضع بی‌وقت و سخاوت بی‌منت و خدمت بی طلب مکافات.
گفتم: چند چیز است که زندگانی بدان آسان گذرد؟ گفت: پرهیزکاری و بردباری و بی‌طمعی.
گفتم: سرمایه حرب کردن چیست؟ گفت: عزم درست و نیرو و نشاط.
گفتم: حاجت خواستن به چند چیز تمام شود؟ گفت: بدانچه از کسی خواهی که خوش‌خوی‌تر باشد و آن چیز خواهی که سزاوارتر.
گفتم: چند چیز است که از بیشی مستغنی نیست؟ گفت: خردمند اگرچه عاقل بود، از مشورت مستغنی نباشد و جنگی اگرچه زورمند بود، از حیلت مستغنی نگردد و سالک اگرچه پرطاعت باشد، از زیادتی آن مستغنی نباشد.
گفتم: چه کنم تا مردم مرا دوست دارند؟ گفت: در معامله ستم نکن و دروغ نگوی و به زبان کسی را مرنجان.
گفتم: از علم آموختن چه یابم؟ گفت: اگر بزرگی، نامدار شوی و اگر درویشی، توانگر شوی و اگر معروفی، معروف‌تر شوی.
گفتم: خواسته از بهر چه به کار آید؟ گفت: تا حق خویشان و نزدیکان بگزاری و به سوی پدر و مادر ذخیره بفرستی و توشۀ آن جهان از بهر خود برداری و دشمن را بدان دوست گردانی و دوست را بی‌نیاز کنی.
گفتم: چه چیز است که اگرچه نخورند، تن را سود دارد؟ گفت: شش چیز: جامه‌ی نرم و دیدار نیکو و صحبت بزرگان و نیکی دیدن از دوستان و گرمابۀ معتدل و بوی خوش."
در پایان این بخش از سخنان حکیم یادآور می‌شویم که مقدمۀ سخنان بزرگمهر در تاریخ گزیده به تصحیح عبدالحسین نوایی، در جاویدان خرد به آذرپاد نسبت داده شده است. و در آن آمده است: "کارها مقسوم است به بیست و پنج قسم، پنج به قضا و قدر است و پنج به اجتهاد و عمل و پنج به عادت و پنج آن به جوهر و پنج به ارث. آن پنج به قضاست اهل و فرزند و مال و سلطان و عمرست و آن پنج که..." 
علاوه بر پندنامه و ظفرنامه (خردنامه) بخش مهمی از جاویدان خرد را برگزیده‌های سخنان بزرگمهر تشکیل می‌دهد. همچنین مؤلف نهایه الارب فی اخبار الفرس و العرب نیز از قول عبدالله بن مقفع بعد از وصف انوشیروان و حکیمان و بزرگان دربار به سؤالاتی می‌پردازد که انوشیروان از بزرگمهر می‌نماید و وی پاسخ می‌دهد. این بخش تحت عنوان هفت بزم انوشیروان و دانایان در شاهنامه ذکر شده است که می‌توان بسیاری از بندهای پرسش و پاسخ در نهایه الارب را با ابیات شاهنامه در کنار هم گذارد.
همچنین بندهایی از سخنان بزرگمهر در جاویدان خرد و ظفرنامه نیز با آنچه در نهایه الارب و هفت بزم انوشیروان در شاهنامه آمده است با هم مطابقت دارند. خلاصه این‌که بین ظفرنامه، متن سخنان بزرگمهر و جاویدان خرد و هفت بزم انوشیروان و دانایان در شاهنامۀ فردوسی و همان هفت مجلس از قول ابن مقفع در نهایه الارب وجوه تشابه بسیار است و پندنامه را از این حیث می‌توان تا حدی از دیگر آثار ممیز دانست.
در عین حال، باید توجه داشت که هر مؤلفی، بنا بر ذوق و سلیقه و فرهنگ حاکم بر عصر خویش، مطالبی از آن را کاسته و یا در اغلب موارد بدان افزوده است که در وهلۀ اول این سخنان متفاوت به نظر آیند، در حالی که با دقت بیشتر می‌توان رگه‌های اصلی را بازشناخت. البته دسته‌بندی این سخنان و بازشناختن دخل و تصرف‌های انجام‌شده، خود زمان بسیار می‌طلبد.
چنان‌که قبلاً یادآور شده‌ایم، تعداد زیادی از سخنان بلوهر و بوذاسف با سخنان بزرگمهر در جاویدان خرد تطابق دارد و از آنجا که ذکر آنها باعث تکرار و اطالۀ کلام خواهد شد، اینک فقط چند نمونه برای نشان دادن مشابهت بسیار این دو مقوله می‌آوریم. 
نمونه‌هایی از مشابهت‌ها:
- قال بوذاسف: اَخبرنی ایُّ النّاس أولی بالسّعادة.
- قال بلوهر: المُطیع لله تعالی الّذی لا یَذنَبُ.
- ان قیل لی: ایُّ النّاسِ اولی بالسّعاد؟ قُلتُ: اَقلِّهم ذنوباً.
- قال بوذاسف: فایّ الرّجال اَکمَلُ فی الصّلاح.
- قال بلوهر: اَکملُهم فی العقل.
- فان قیل: و ایّ الرّجالِ افضلُ؟ قُلتُ اَعمَلُهم بالعقلِ والدّین.
- قال بوذاسف: فَایّهُمُ اَعقَلُ.
- قال بلوهر: اَبصَرُهم بالعاقبة و أنظرُهم فیها و اَغلَبُهم لِخصمائِهِ و اَشدِّهم مِنهم احترازاً.
- فان قیل: و اَیُّهم اَعقَلُ: قُلتُ اَنظَرُهم فی العاقبةُ و اَبصُرهم بخصمائه و اَشَدُّهُم مِنهُم احتراساً. [۱]